# Bawandiden

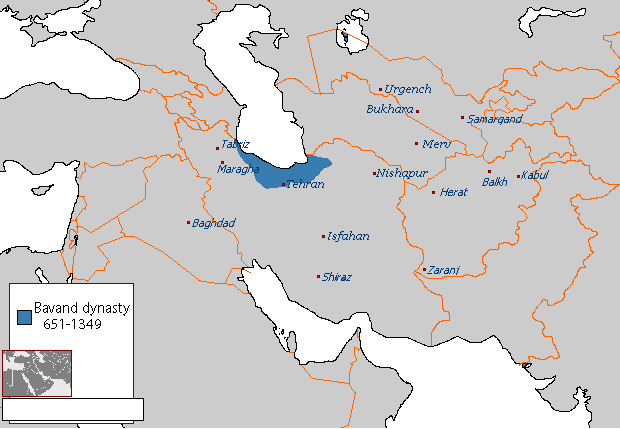
Die größte Ausdehnung des Herrschaftsbereichs der Bawandiden

Die Bawandiden (persisch باوندیان; auch die Dynastie der Bawand/Bawend/Bavand genannt) waren eine parthisch-iranische Dynastie, die zwischen 651 und 1349 über Teile von Tabaristan am Kaspischen Meer herrschten und dabei zeitweise voll souverän oder abhängig von anderen Mächten waren.

## Ursprung
Die Dynastiefamilie führte ihren Ursprung auf den Namensstifter Baw zurück, der angeblich der Enkelsohn des sassanidischen Prinzen Kawus – Bruder des Chosrau I. – gewesen sein soll und der dann während er islamischen Expansion nach Tabaristan floh. Baw versammelte hier einige Einheimische und konnte einige arabische Vorstöße nach Tabaristan abwehren. Nach 15 Jahren Herrschaft wurde er durch einen gewissen Valasch ermordet, der dann für 8 Jahre herrschte.
Josef Markwart zweifelt an dieser Abstammung und sieht im legendären Baw einen zoroastischen Priester (Mager) aus der Stadt Rey. Parvaneh Pourshariati dagegen behauptet, dass Baw eine Verschmelzung verschiedener Herrscher der Sippe der Ispahbdudan ist, namentlich Bawi, sein Enkel Vistahm und sein Großneffe Farruchzad. Sie sieht in der Ermordung des Baws durch Valasch den Konflikt zwischen den mächtigen Familien der Ispahbudhan und der Karen im 7. Jahrhundert, bevor beide Familien durch die noch mächtigeren Dabuyiden unterworfen worden.

## Geschichte
Erst mit der Eroberung der Region durch die Abbasiden tauchen die Bawandiden mit ihrem Herrscher Scharwin I. in der Geschichtsschreibung auf. Die Dynastie wird in drei Linien geteilt: Die Kayusiyya benannt nach Kayus ibn Kubad, die von 665 bis 1006 herrschte und durch den Ziyariden Qabus ibn Woschmgir gestürzt wurden. Die Ispahbadhiyya nach 1073 mit ihrem Sitz in Sari. Diese herrschten als Vasallen der Seldschuken und später der Choresm-Schahs über Gilan, Rey, Qumis und Tabaristan. Diese Linie endete 1210 mit dem Mord an Rustam V. Die dritte Linie der Kinakhwariyya wurde 1237 gegründet, als die Mongolen den Iran erobert und verwüstet hatten und eine allgemeine Anarchie herrschte. Das Ende der dritten Linie und der Bawandiden an sich kam 1349.
Nach dem Ende der Dabuyiden blieben zwei lokale Dynastien in Tabaristan übrig: Die Bawandiden im Osten und die Kareniden im mittleren und westlichen Teil. Beide beanspruchten eine Abstammung von den Sassaniden und nannten sich Könige von Tabaristan (Bawandiden) oder Ispahbad (Kareniden). Scharwin I. führte zusammen mit dem Kareniden Vindadh Hurmuzd den Widerstand gegen die muslimische Oberherrschaft und Besiedlung der Gegen durch die Abbasiden an. So zerstörten sie zum Beispiel den Sitz des abbasidischen Gouverneurs Chalid ibn Barmak und begannen 782 eine Revolte, die erst 785 durch Said al-Haraschi und 40.000 Mann beendet wurde. Die Beziehung zum abbasidischen Kalifat verbesserten sich, so dass die Araber im Flachland Tabaristans geduldet wurden. Aber im Hochland durften nicht mal Muslime bestattet werden. 805 wurden beide Herrscher vor den Kalifen Hārūn ar-Raschīd wegen des Mordes an einem muslimischen Steuereintreiber zitiert. Beide gelobten Treue und die Entrichtung der Steuer und mussten ihre Söhne für vier Jahre als Geiseln am Hofe des Kalifen lassen.
817 folgte Schahriyar II. seinem Großvater Scharwin nach und vertrieb den Kareniden Mazyar aus dessen Heimat. Mazyar floh zum Kalifen al-Ma'mūn nach Bagdad, von wo er als konvertierter Muslim 822/823 mit einer Armee zurückkehrte. Mazyar besiegte und tötete den Nachfolger Schahriyars und herrschte so über das ganze Gebiet. Der Bawandide Qarin I. nutzte einen Konflikt Mazyars mit ʿAbdallāh ibn Tāhir aus und holte sich das Land zurück. Qarin trat 842 zum Islam über. Nun begann eine rasche Islamisierung Tabaristan, wobei die Mehrheit der Einwohner den sunnitischen Islam annahmen. Der schiitische Islam dagegen breitete sich im Osten in Amol, Astarabad und Gorgan aus. Mit Hilfe dieser Schiiten konnte 864 der zaiditische Alide Hasan ibn Zayd ein Fürstentum gründen. Die Bawandiden standen von Anfang an den Aliden feindlich gegenüber, was Qarins Enkel Rustam I. 895 mit dem Leben bezahlte. 914 zwangen die Aliden die Bawandiden und die Kareniden unter ihre Herrschaft.
Genaue Angaben zu der Geschichte der Bawandiden liefern Ibn Isfandiyar aus dem 12./13. Jahrhundert und Zahir al-Din Mar'aschi aus dem 15. Jahrhundert. Während der Herrschaft der Seldschuken und der Mongolen gab es noch bawandidische Herrscher in Tabaristan. Das endgültige Aus kam 1349 mit dem Tod Hasans II. durch Kiya Afrasiyab, dessen Nachfahren bis ins 16. Jahrhundert über Tabaristan herrschten.

## Herrscher
| - Farrukhzad (651–665) - Valasch (Usurpator, 665–673) - Surkhab I. (673–717) - Mihr Mardan (717–755) - Surkhab II. (755–772) - Scharwin I. (772–817) - Schahriyar I.(817–825) - Schapur (825) - Herrschaft Mazyars (825–839) - Qarin I. (839–867) - Rustam I. (867–895) - Scharwin II. (896–930) - Schahriyar II. (930–964) - Rustam II. (964–979) - Al-Marzuban (979–986) - Scharwin III. (986) - Schahriyar III. (986–987) - Al-Marzuban (987–998) - Schahriyar III. (998) - Al-Marzuban (998–1006) - Abu Dscha'far Muhammad (???–1027) - Qarin II. (1057–1074) | - Schahriyar IV. (1074–1114) - Qarin III. (1114–1117) - Rustam III. (1117–1118) - Ali (1118–1142) - Schah Ghazi Rustam IV. (1142–1165) - Hasan I. (1165–1173) - Ardaschir I. (1173–1205) - Rustam V. (1205–1210) | - Ardaschir II. (1238–1249) - Muhammad (1249–1271) - Ali II. (1271) - Yazdagird (1271–1300) - Schahriyar V. (1300–1310) - Kay Khusraw ibn Yazdagird (1310–1328) - Scharaf al-Muluk (1328–1334) - Hasan II. (1334–1349) |  |